# Hallau
Dörflingen és un municipi del cantó de Schaffhausen (Suïssa).